# Емоційна праця
Емоційна праця — це процес управління почуттями для виконання емоційних вимог на роботі, зокрема у сфері послуг. 
У багатьох професіях очікується, що працівники будуть регулювати свої емоції під час взаємодії з клієнтами, колегами та менеджерами. Це включає в себе аналіз і прийняття рішень щодо вираження емоцій, незалежно від того, відчуваються вони насправді чи ні, а також протилежне: придушення емоцій, які відчуваються, але не виражаються. Це робиться для того, щоб викликати у клієнта певне відчуття, яке дозволить компанії чи організації досягти успіху.
Емоційна праця очікується серед тих, хто займається освітою, державним управлінням, правом, доглядом за дітьми, охороною здоров'я, соціальною роботою, індустрією гостинністю, медіа, пропагандою та шпигунством. У міру того, як певні економіки переходять від промислового виробництва до економіки, в якій домінує сфера послуг, очікується, що більше працівників у різних сферах діяльності керуватимуть своїми емоціями відповідно до вимог роботодавця порівняно з тим, що було шістдесят років тому.

## Визначення
Соціологиня Арлі Рассел Хохшильд першою запропонувала термін «емоційна праця» 1983 року в праці «Кероване серце», в її розумінні емоційна праця полягає в прояві певних емоцій, щоб відповідати вимогам роботи.
Пов'язаний термін «емоційна робота» (також «керування емоціями») стосується демонстрації певних емоцій для особистих цілей, наприклад, у приватній сфері вдома чи взаємодії з сім'єю та друзями.
Але якщо емоційна робота відбувається в приватній сфері, то емоційна праця — це управління емоціями на робочому місці відповідно до очікувань роботодавця. Робота, що передбачає емоційну працю, визначається як така, що:
1. вимагає особистого або голосового контакту з громадськістю.
2. вимагає від працівника викликати емоційний стан в іншої людини.
3. дозволяє роботодавцю через навчання та нагляд здійснювати контроль над емоційною діяльністю працівників[1].

Хохшильд стверджує, що в рамках цього процесу комерціалізації працівники сфери послуг відчужені від власних почуттів на робочому місці. Тривала демонстрація награних емоцій може призводити до психічних розладів, наприклад «синдром маски з усмішкою».

## Альтернативне використання
Термін застосовувався в сучасному контексті для позначення домашніх завдань, зокрема неоплачуваної праці, яка часто очікується від жінок, наприклад, планування свят або необхідність нагадувати своєму партнеру про домашні справи.  Цей термін також може стосуватися неформального консультування, наприклад надання поради другові або допомоги комусь у разі розлучення. Коли Хохшильд брала інтерв’ю щодо цього мінливого використання, вона описала, що воно зазнало розширеня концепції.
Таке сучасне використання терміна спочатку було введено непрофесіоналами, тому зазнало критики з боку медиків і психологів.